# 9e cérémonie des European Film Awards
La 9e cérémonie des prix du cinéma européen (9th European Film Awards), organisée par l'Académie européenne du cinéma, a eu lieu à Berlin le 8 décembre 1996 et a récompensé les films réalisés dans l'année.

## Palmarès

### Meilleur film
Breaking the Waves
- Kolja
- Secrets et Mensonges
- Lea
- Some Mother's Son

### Meilleur acteur
Ian McKellen - Richard III

### Meilleure actrice
Emily Watson - Breaking the Waves

### Meilleur scénariste
Arif Aliev, Sergueï Bodrov et Boris Giller - Le Prisonnier du Caucase

### Meilleur documentaire
Vendetta - Blutrache in Albanien

### Lifetime Achievement Award
Alec Guinness